# Carex cremostachys
Carex cremostachys är en halvgräsart som beskrevs av Adrien René Franchet. Carex cremostachys ingår i släktet starrar, och familjen halvgräs. Inga underarter finns listade i Catalogue of Life.